# Liriomyza artemsicola
Liriomyza artemsicola este o specie de muște din genul Liriomyza, familia Agromyzidae, descrisă de De Meijere în anul 1924.
Este endemică în Netherlands. Conform Catalogue of Life specia Liriomyza artemsicola nu are subspecii cunoscute.